# 잠두항
잠두항은 전라남도 고흥군 도양읍 용정리에 있는 어항이다. 1989년 12월 9일 지방어항으로 지정하여 관리하고 있다. 시설관리자는 고흥군수이다.

## 어항 연혁
풍수지리상 마을 동쪽산의 지세가 잠두지형국이라 하여 식량이 풍부하여 마을이 번창한다는 뜻으로 마을 이름을 뉘이기 또는 잠두라 한다.

## 어항 구역
본 항의 어항구역은 다음과 같다.
- 수역: 용정리 산601번지 돌출부에서 남서방향으로 150m 떨어진 지점과 산160-2번지 암반 돌출부에서 남서쪽 방향으로 150m 떨어진점과 직각으로 연결된 공유수면

## 어항 시설
- 방파제 179m, 선착장 83m, 물양장 43m

## 주요 어종
- 멸치, 낙지